# Lev (jméno)
Lev je slovanské mužské křestní jméno řeckého původu (z řeckého Λέων, lev), které není obsaženo v českém občanském kalendáři (na rozdíl od české varianty Leoš nebo ženské Leona). Nosilo ho čtrnáct papežů a šest byzantských císařů. Další podoby jména jsou Lav nebo neslovanské Leo, Léon, León, Lionel, Leonas. Jméno symbolizuje kladné vlastnosti lvů, jako je například odvaha, rozvážnost nebo vůdcovství.

## Statistické údaje
Následující tabulka uvádí četnost jména v ČR a pořadí mezi mužskými jmény ve srovnání dvou roků, pro které jsou dostupné údaje MV ČR – lze z ní tedy vysledovat trend v užívání tohoto jména:
| Rok       | Četnost   | Pořadí    |
| --------- | --------- | --------- |
| 1999      | 225       | 273.      |
| 2002      | 207       | 289.      |
| Porovnání | o 18 méně | o 16 hůře |
| 2006      | 204       | 363.      |

Změna procentního zastoupení tohoto jména mezi žijícími muži v ČR (tj. procentní změna se započítáním celkového úbytku mužů v ČR za sledované tři roky 1999–2002) je -7,3%, což svědčí o značném poklesu obliby tohoto jména.

## Jméno Lev v jiných jazycích
- Chorvatsky: Lav
- litevsky: Leonas

## Slavní nositelé jména

### Papežové
- sv. Lev I. Veliký
- sv. Lev II.
- sv. Lev III.
- sv. Lev IV.
- Lev V.
- Lev VI.
- Lev VII.
- Lev VIII.
- sv. Lev IX.
- Lev X.
- Lev XI.
- Lev XII.
- Lev XIII.
- Lev XIV.

### Byzantští císařové
- Leon I.
- Leon II.
- Leon III. Syrský
- Leon IV. Chazar
- Leon V. Arménský
- Leon VI. Moudrý

### Ostatní
- Leo Arnaud – francouzsko-americký skladatel
- Leo Beenhakker – nizozemský fotbalový manažer
- Leo Bosschart – nizozemský fotbalista
- Leo Fender – tvůrce elektrické kytary
- Leo Klein Gebbink – nizozemský pozemní hokejista
- Leo Jogiches – marxistický revolucionář
- Leo Ku – hongkongský zpěvák a herec
- Lev Davidovič Landau – sovětský fyzik
- Leo Major – francouzsko-kanadský hrdina z 2. světové války
- Leo Mazzone – americký baseballista
- Leo Messi – argentinský fotbalista
- Lev Prchala – československý legionář a generál
- Leo Strauss – americký politický filozof
- Lev Nikolajevič Tolstoj – ruský spisovatel a dramatik
- Lev Davidovič Trockij – ruský revolucionář
- Leo Visser – nizozemský rychlobruslař
- Leo Van Vliet – nizozemský cyklista

### Známí fiktivní nositelé
- Leo Jones – postava z britského televizního seriálu Doctor Who
- Leo Wyatt – postava z amerického televizního seriálu Čarodějky
- Leo McGarry – postava z amerického televizního seriálu Západní křídlo